# Ascension (canción)
«Ascension»  es un sencillo de la banda virtual británica Gorillaz, con Vince Staples. El lanzamiento de la canción se produjo el 23 de marzo de 2017, alcanzando el puesto #91 en el UK Singles Chart. Es del álbum de estudio Humanz.

## Trasfondo y grabación
«Ascension» es el segundo sencillo de Gorillaz de su álbum Humanz y marca la primera colaboración de la banda con Vince Staples. La canción fue lanzada como un estreno en la estación de radio de Apple Music Beats 1.

## Personal
- Damon Albarn — vocales, escritor, sintetizador, teclado, batería, programación, producción
- Anthony Khan — sintetizador, percusión, vocales adicionales
- Stephen Sedgwick — ingeniero de grabación, configurador
- John Davis — ingeniero maestro
- Michael Thomas — ingeniero
- Vince Staples — vocales, escritor
- El coro de Humanz (Rasul Al-Salaam, Starr Busby, Melanie J-B Charles, Drea D'Nur, Giovanni James, Marcus Anthony Johnson, Janelle Kroll, Brandon Markell-Holmes, Imani Vonshà) — voces adicionales